# قاع الشرف (رداع)

تعديل مصدري - تعديل

حارة قاع الشرف هي إحدى حارات مدينة رداع أحد مدن محافظة البيضاء، بلغ تعداد سكانها 4530 نسمة حسب تعداد اليمن لعام 2004.